# 神奈川駅
神奈川駅（かながわえき）は、神奈川県横浜市神奈川区青木町にある、京浜急行電鉄（京急）本線の駅である。駅名は東海道の宿場・神奈川宿に由来する。駅番号はKK36。　

## 歴史
1872年（明治5年）、品川駅 - 横浜駅（現桜木町駅）に日本最初の鉄道が仮開業してすぐに神奈川駅が設置された。その後、1928年に横浜駅が現在位置に移転したため廃止となった経緯もあるが由緒のある駅名である。この神奈川駅は現在の神奈川県横浜市神奈川区金港町6にあたる。また、東京横浜電鉄（現東急東横線）反町駅 - 横浜駅にも神奈川駅が存在していた。
当駅の開業時は国有鉄道の神奈川駅に接する京浜電気鉄道のターミナル駅であったが、路線が横浜駅まで延伸されるとその役割を譲った。その後の市街化も横浜駅周辺で進んでいるため、当駅は小規模な中間駅となっている。

### 年表
- 1905年（明治38年）12月24日：川崎駅（現在の京急川崎駅）- 神奈川停車場前駅間の開業に伴い反町駅（東横線の反町駅とは別、現在の横浜市営バス反町停留所付近）、神奈川停車場前駅が開業[3]。
- 時期不明 - 神奈川停車場前駅が神奈川駅に改称。
- 1925年（大正14年）12月：神奈川駅が京浜神奈川駅に改称。
- 1929年（昭和4年）6月22日：京浜神奈川駅 - 横浜駅間が仮開業。
- 1930年（昭和5年）
  - 3月29日：反町駅が廃止。現在位置に青木橋駅が開業[3]。
  - 4月6日：京浜神奈川駅が廃止。青木橋駅が京浜神奈川駅に改称。
- 1956年（昭和31年）4月20日：京浜神奈川駅が神奈川駅に改称。
- 1971年（昭和46年）11月15日：下りホーム側の斜面を削っての曲線緩和・ホーム有効長延長工事が完成。
- 1992年（平成4年）2月26日：駅舎改築工事が完成。改築前の駅舎は洋風のものであった。
- 1999年（平成11年）：関東の駅百選に選出される。

## 駅構造

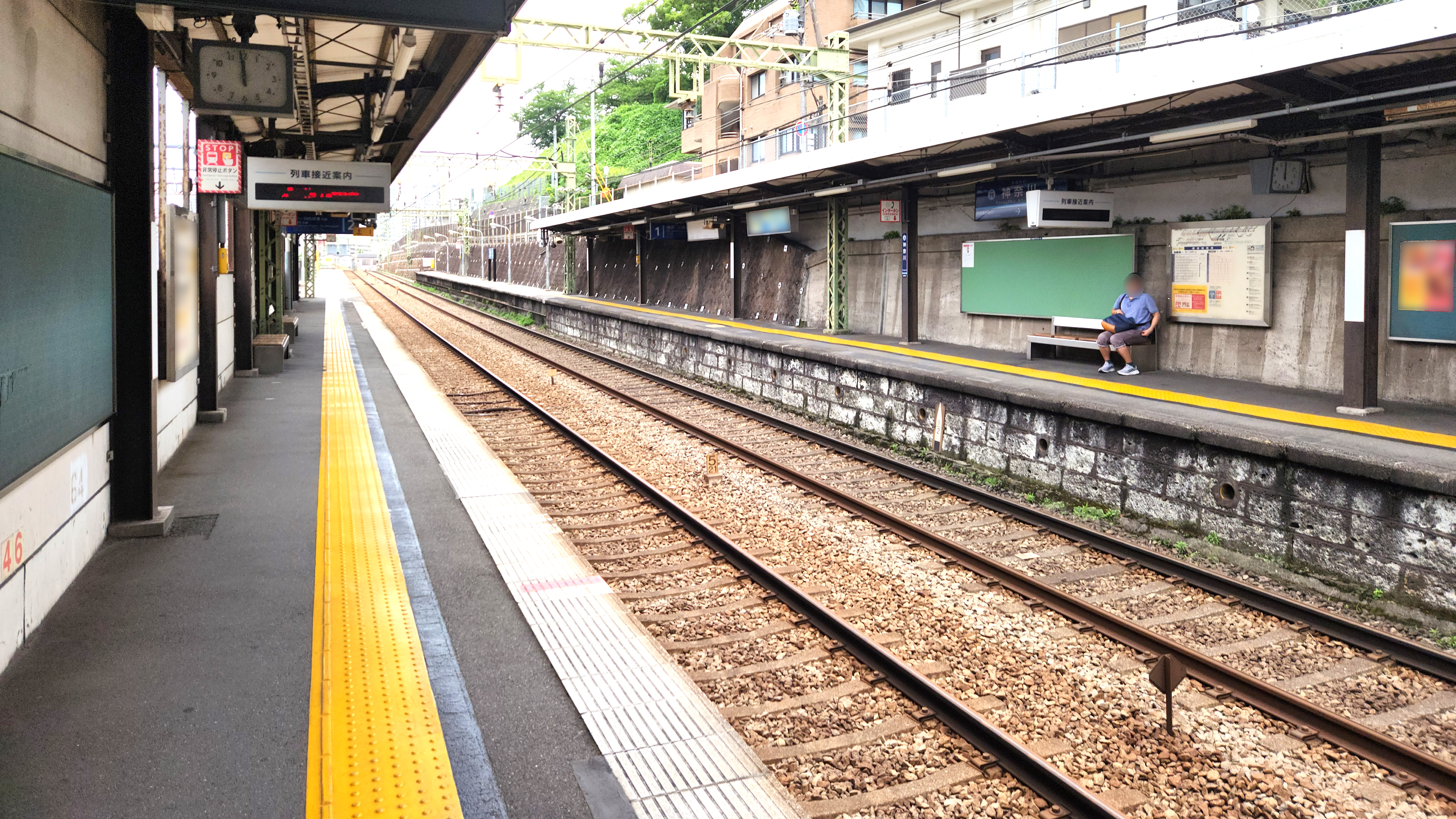
ホーム（2023年7月）

6両編成対応の相対式ホーム2面2線を有する地上駅で、橋上駅舎を有している。JR東海道本線と京急が切通し部を併走し、これを乗り越す道路橋の青木橋のたもとに駅舎がある。上下線ともにホーム幅員は狭く、下りホームは線路側に向けて傾斜している。コンコース幅員も同様に狭くなっており、自動改札機も2通路しか設置されていない。
開業時は横浜側のターミナルであったが、京急本線の横浜駅乗り入れに伴う駅舎移転や駅名の変更が度々行われた結果、2020年（令和2年）現在は普通電車のみ停車する小規模な駅となっている。
1992年（平成4年）には「神奈川宿歴史の道」の道筋に位置していることから清水の舞台をイメージした駅舎に改築された。
バリアフリー施設としては、改札内コンコースとホームを結ぶ車椅子専用の階段昇降機器がある。階段の幅と昇降機器の幅がともに同じであるため、車椅子利用者が昇降機器を使用する場合、階段を一時閉鎖させる。

### のりば
| 番線 | 路線 | 方向 | 行先                    |
| ---- | ---- | ---- | ----------------------- |
| 1    | 本線 | 下り | 横浜・三浦海岸方面      |
| 2    | 本線 | 上り | 羽田空港方面 / 品川方面 |

## 利用状況
横浜市統計書によると2023年度の1日平均乗降人員は4,231人（乗車人員：2,121人、降車人員：2,111人）である。
2024年度の1日平均乗降人員は4,209人である。横浜駅が徒歩圏内にあるため、京急線全72駅の中では最も少ないが、安針塚駅の方が少ない年もある。都道府県名と同名の駅の中では、山口県にある山口駅、鹿児島県にある鹿児島駅に次いで3番目に少ない。
近年の1日平均乗降人員と乗車人員の推移は下表の通り。
| 年度               | 1日平均 乗降人員 | 1日平均 乗車人員 | 出典       |
| ------------------ | ---------------- | ---------------- | ---------- |
| 1980年（昭和55年） |                  | 2,718            |            |
| 1981年（昭和56年） |                  | 2,726            |            |
| 1982年（昭和57年） |                  | 2,690            |            |
| 1983年（昭和58年） |                  | 2,634            |            |
| 1984年（昭和59年） |                  | 2,567            |            |
| 1985年（昭和60年） |                  | 2,463            |            |
| 1986年（昭和61年） |                  | 2,493            |            |
| 1987年（昭和62年） |                  | 2,432            |            |
| 1988年（昭和63年） |                  | 2,540            |            |
| 1989年（平成元年） |                  | 2,638            |            |
| 1990年（平成02年） |                  | 2,553            |            |
| 1991年（平成03年） |                  | 2,650            |            |
| 1992年（平成04年） |                  | 2,622            |            |
| 1993年（平成05年） |                  | 2,595            |            |
| 1994年（平成06年） |                  | 2,595            |            |
| 1995年（平成07年） |                  | 2,689            | [ * 1 ]    |
| 1996年（平成08年） |                  | 2,636            |            |
| 1997年（平成09年） |                  | 2,563            |            |
| 1998年（平成10年） |                  | 2,584            | [ * 2 ]    |
| 1999年（平成11年） |                  | 2,590            | [ * 3 ]    |
| 2000年（平成12年） | 5,450            | 2,786            | [ * 3 ]    |
| 2001年（平成13年） | 5,437            | 2,752            | [ * 4 ]    |
| 2002年（平成14年） | 5,513            | 2,789            | [ * 5 ]    |
| 2003年（平成15年） | 5,608            | 2,847            | [ * 6 ]    |
| 2004年（平成16年） | 5,482            | 2,740            | [ * 7 ]    |
| 2005年（平成17年） | 5,454            | 2,722            | [ * 8 ]    |
| 2006年（平成18年） | 5,375            | 2,661            | [ * 9 ]    |
| 2007年（平成19年） | 5,372            | 2,648            | [ * 10 ]   |
| 2008年（平成20年） | 5,478            | 2,702            | [ * 11 ]   |
| 2009年（平成21年） | 5,467            | 2,689            | [ * 12 ]   |
| 2010年（平成22年） | 5,363            | 2,643            | [ * 13 ]   |
| 2011年（平成23年） | 5,081            | 2,501            | [ * 14 ]   |
| 2012年（平成24年） | 4,896            | 2,419            | [ * 15 ]   |
| 2013年（平成25年） | 4,720            | 2,341            | [ * 16 ]   |
| 2014年（平成26年） | 4,635            | 2,294            | [ * 17 ]   |
| 2015年（平成27年） | 4,741            | 2,343            | [ * 18 ]   |
| 2016年（平成28年） | 4,560            | 2,257            | [ * 19 ]   |
| 2017年（平成29年） | 4,637            | 2,297            | [ * 20 ]   |
| 2018年（平成30年） | 4,872            | 2,413            | [ * 21 ]   |
| 2019年（令和元年） | 4,751            | 2,354            | [ * 22 ]   |
| 2020年（令和02年） | 3,713            |                  | [ 京急 2 ] |
| 2021年（令和03年） | 3,913            |                  | [ 京急 3 ] |
| 2022年（令和04年） | 4,065            |                  |            |
| 2023年（令和05年） | 4,270            |                  |            |
| 2024年（令和06年） | 4,209            |                  |            |

## 駅周辺
国道1号と国道15号に挟まれているため、自動車の往来は激しいが、人通りは少ない。駅周辺に目立った商業施設はなく、周辺の雑居ビルや宮前商店街に飲食店、コンビニエンスストア、郵便局などがある程度である。横浜駅も徒歩圏内（徒歩約9分）である。
- 青木橋
- 横浜市営バス「青木橋」バス停[9]
- 本覚寺
- 幸ケ谷公園（権現山城址）
- 横浜市立幸ヶ谷小学校
- 神奈川公園
- 甚行寺
- 洲崎神社
- 浄瀧寺
- 神奈川宮前郵便局
- 横浜市中央卸売市場
  - 横浜中央市場内郵便局
- ポートサイド地区
  - 横浜ポートサイド内郵便局
- 横浜医療専門学校
- 宮前商店街
- 駿台予備学校 横浜みらい校
- 横浜公務員&IT会計専門学校
- 臨海セミナー 本社ビル
- JR横浜鶴屋町ビル（通称：CIAL横浜 ANNEX）
  - JR東日本ホテルメッツ横浜（同ビルの3 - 9階に入居）
- 反町公園
- 神奈川スケートリンク（横浜銀行アイスアリーナ）
- 学校法人大原学園 横浜校（専門学校）

## 隣の駅
京浜急行電鉄
 本線
■快特・■特急・■急行
通過
■普通
京急東神奈川駅 (KK35) - 神奈川駅 (KK36)  - 横浜駅 (KK37)